# Inkheart
Inkheart is een fantasyfilm gebaseerd op het boek "Hart van Inkt" geschreven door Cornelia Funke. Inkheart is geregisseerd door Iain Softley. Hoofdrolspelers zijn Brendan Fraser, Eliza Bennet, Paul Bettany, Helen Mirren, Andy Serkis en Jim Broadbent.

## Verhaal
Mo Folchart heeft een wonderlijk maar soms verschrikkelijk talent. Als hij hardop voorleest uit boeken, brengt hij de karakters tot leven. Wanneer hij op een dag voorleest uit het boek Inkheart, haalt hij een aantal gemene karakters uit het boek en in de echte wereld. Alsof dat nog niet erg genoeg is, verdwijnt zijn vrouw in het boek. Zijn dochter Meggie, weet niets van haar vaders talent, alleen dat hij tot op vandaag weigert voor te lezen. Capricorno, een van de boosdoeners uit het boek, heeft jarenlang naar Meggies vader gezocht om zijn krachtige talent te gebruiken voor zijn eigen duistere doeleinden. Meggie en haar vader zullen er alles aan moeten doen om dat te voorkomen en Meggies moeder te redden.

## Rolverdeling
- Brendan Fraser als Mortimer "Mo" Folchart
- Eliza Bennett als Meggie Folchart
- Paul Bettany als Dustfinger
- Helen Mirren als Elinor Loredan
- Andy Serkis als Capricorn
- Jim Broadbent als Fenoglio
- Rafi Gavron als Farid
- Sienna Guillory als Teresa "Resa" Folchart
- Lesley Sharp als Mortola
- Jamie Foreman als Basta
- Matt King als Cockerell
- John Thomson als Darius
- Jennifer Connelly als Roxane
- Marnix Van Den Broeke als The Shadow
- Steve Speirs als Flatnose
- Jessie Cave als Nymph
- Adam Bond als Prince Charming
- Tereza Srbova als Rapunzel
- Emily Eby als Guinevere
- Roger Allam als Verteller
- Paul Kasey als Minotaurus

## Vervolg
Hoewel het boek Hart van Ink het eerste deel is van een trilogie, de andere delen zijn Web van inkt en Nacht van inkt, is er geen opvolger gekomen van de film Inkheart. Het is onduidelijk of hier ooit officieel wel sprake van was om de gehele trilogie te verfilmen.